# Банк ПСБ
ПАО «Банк ПСБ» ранее Промсвязьба́нк — российский банк, основанный в 1995 году. Штаб-квартира — в Ярославле.
ПСБ входит в составляемый Банком России перечень системно значимых кредитных организаций, а также в первую пятерку крупнейших банков страны по объёму активов.
С 2018 года ПСБ является опорным банком для осуществления операций по государственному оборонному заказу и крупным государственным контрактам.
На конец 2020 года сеть банка насчитывала около 300 офисов продаж в России.
ПСБ входит в десятку банков по объёму выдачи ипотеки, в сентябре 2020 года он занял девятую строчку в ТОП-10 банков по выдаче льготной ипотеки Госпрограмма-2020.
Кроме того, ПСБ занимает порядка 40 % рынка военной ипотеки.
По объёмам кредитного портфеля для предприятий малого и среднего бизнеса ПСБ также входит в ТОП-5 банков страны с суммарным объёмом портфеля почти в 100 млрд рублей по итогам 2019 года.
Из-за вторжения России на Украину, банк находится под санкциями Евросоюза, США, Великобритании и ряда других стран.

## История
У истоков создания банка стояли братья Алексей и Дмитрий Ананьевы. Промсвязьбанк получил лицензию 12 мая 1995 года. Первоначально банк занимался обслуживанием предприятий IT и связи, однако уже с 1998 года начал активно развивать международный и корпоративный бизнес, а в середине 2000-х начал развиваться как универсальная кредитная организация, вошёл в двадцатку крупнейших банков страны.
Период с 2010 года по 2015 года в истории ПСБ отмечен присоединением и поглощением ряда других банковских структур — «Волгопромбанк», «Первобанк». В этот же период — в 2014 году — ПСБ стал одним из трёх банков, которые ЦБ РФ признал системно значимыми.
15 декабря 2017 года Банк России объявил о санации Промсвязьбанка через Фонд консолидации банковского сектора и о своем решении ввести в нем временную администрацию. ЦБ оценивал докапитализацию банка в 100—200 млрд рублей, финальная сумма превысила 260 млрд рублей.
В мае 2018 года акции банка перешли в казну Российской Федерации, в сентябре того же года временная администрация завершила свою работу, банк возглавил Пётр Фрадков.

### Новая история
В 2019 году ПСБ приступил к реализации задач в рамках национальных проектов «Малое и среднее предпринимательство и поддержка индивидуальной предпринимательской инициативы», «Здравоохранение», «Цифровая экономика Российской Федерации» и «Демография».
В мае 2020 года Промсвязьбанк завершил процесс присоединения Связь-банка и его активы выросли более чем на 200 млрд рублей.
Весной 2021 года к Промсвязьбанку был присоединён Роскосмосбанк, обслуживающий 120 компаний, входящих в состав Роскосмоса, и около 200 тыс. сотрудников этой госкорпорации.
В 2021 году Правительство Российской Федерации планировало докапитализировать Промсвязьбанк в 2022 году на 13 млрд 731 млн рублей из бюджетных средств. В 2020 году банку уже была оказана господдержка в 25 млрд рублей.
В феврале 2022 года Промсвязьбанк купил НПФ «Гефест» у владельца Объединённой металлургической компании Анатолия Седых.
21 марта 2023 года Промсвязьбанк завершил присоединение санируемого Московского индустриального банка.
В ноябре 2023 года Промсвязьбанк объявил о присоединении к себе СМП банка. В результате сделки по приобретению СМП банка в группе ПСБ появились компании «ПСБ Страхование», «ПСБ Лизинг», «СМП Факторинг», а также Мособлбанк.
В октябре 2024 года банк запустил собственную систему трансграничных переводов для нивелирования санкций и упрощения работы экспортных компаний.
С 1 апреля 2025 года полное фирменное наименование банка сменилось на - Публичное акционерное общество «Банк ПСБ», сокращенное фирменное наименование - ПАО «Банк ПСБ». Головной офис банка зарегистрирован по адресу: Российская Федерация, 150003, город Ярославль, улица Республиканская, дом 16.
4 апреля 2022 года, после начала российского вторжения на Украину, банк сообщил, что начал предоставлять свои услуги розничным клиентам и бизнесу в аннексированном Крыму. В мае 2022 года банк заявил об открытии первых отделений в Симферополе и Севастополе.

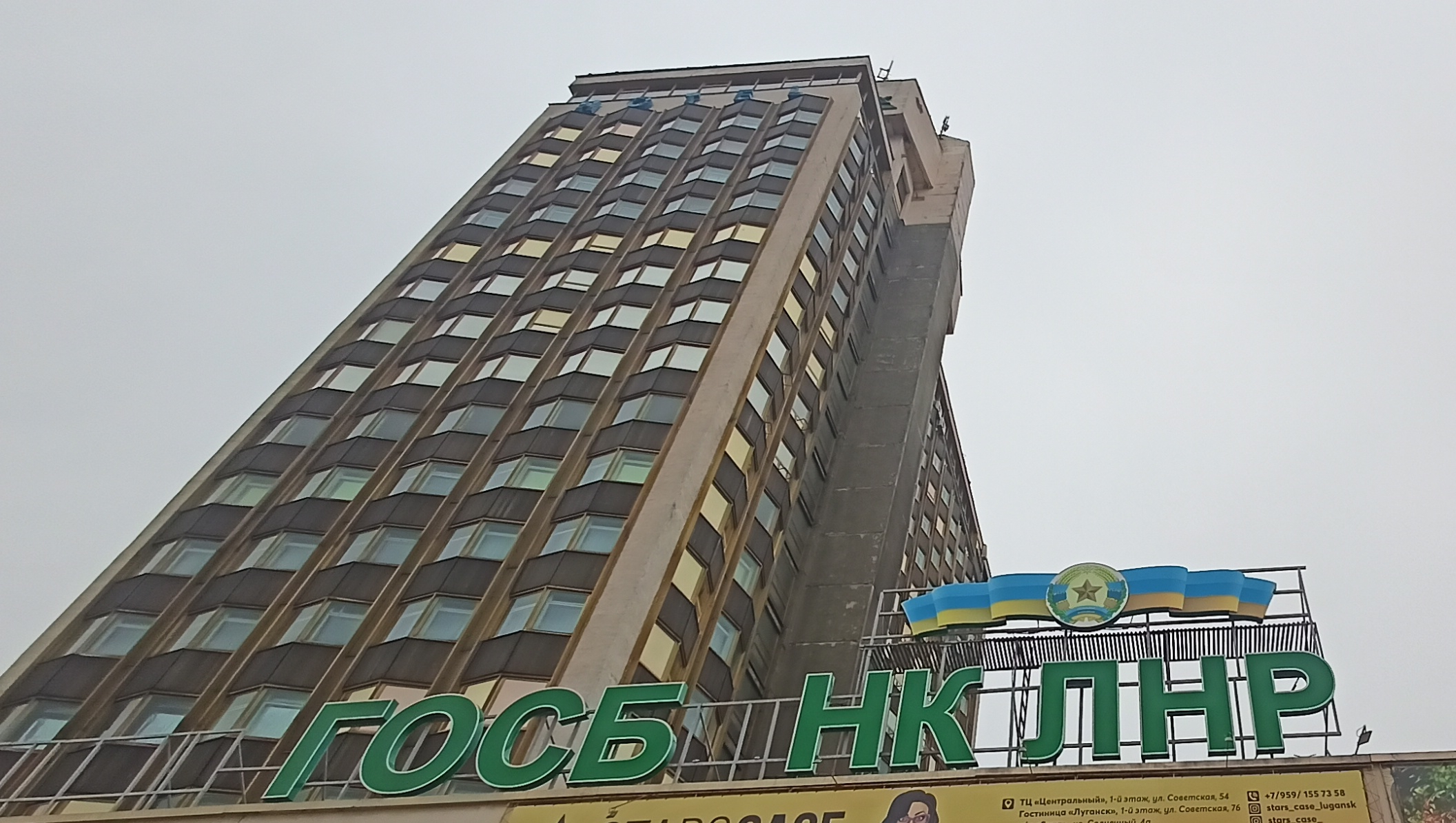
Вывеска бывшего Госбанка ЛНР на ресторане «Перник» в Луганске

10 июня 2022 года Промсвязьбанк начал работу в подконтрольных России ДНР и ЛНР, а в августе открылся офис в оккупированном Купянске Харьковской области, затем отделения банка открылись на оккупированных Россией территориях Херсонской и Запорожской областей Украины. Также имеется отделения банка в Байконуре (Казахстан).
21 ноября 2022 года Владимир Путин подписал указ об упразднении центральных банков на подконтрольных России ДНР и ЛНР, в соответствии с которым центробанки реорганизуются в общества с ограниченной ответственностью, после чего 100 % долей каждого передаются Промсвязьбанку по цене в 1 рубль. ПСБ при этом принимает на себя права и обязательства упраздненных банков.
К августу 2024 года «Промсвязьбанк» открыл на оккупированных территориях Украины 460 отделений и организовал сеть банкоматов из более чем 2500 устройств самообслуживания в 259[уточнить] городах.
В декабре 2024 г. стало известно о переезде центрального аппарата банка (более пяти тысяч сотрудников банка и членов их семей) в Ярославскую область.

## Руководство и акционеры
100 % голосующих акций ПСБ принадлежит Российской Федерации в лице Росимущества.
Председатель ПСБ — Пётр Михайлович Фрадков.

## Деятельность

### Развитие сектора ВПК
В январе 2018 года было объявлено о том, что ПСБ станет опорным банком для гособоронзаказа.
В феврале 2018 Государственная дума Российской Федерации приняла поправки в законодательство о переходе Промсвязьбанка в статус оборонного банка.
В декабре 2019 года Президент РФ Владимир Путин подписал закон о наделении ПСБ полномочиями опорного банка по обслуживанию оборонно-промышленного комплекса (ОПК).
Общий кредитный портфель ПСБ по предприятиям ОПК с учётом кредитных соглашений в 2020 году превышал 900 млрд рублей.
ПСБ создал специализированный департамент по работе с проектами диверсификации. В банке заявляли, что он уже является платформой для организации взаимодействия компаний ОПК как с государственными органами и институтами развития, так и с участниками рынка гражданской продукции.

### Инновационные продукты
В апреле 2021 года ПСБ запустил пилот сервиса «Катюша. Бизнес-ассистент ПСБ» — чат-банк для бизнеса на платформе мессенджера Telegram, созданный на основе нейронных сетей и машинного обучения, который консультирует клиентов-предпринимателей по продуктам и услугам банка, формирует выписку за нужный период и направляет остатки по счёту без обращения в колл-центр банка.

### Спортивное спонсорство
С 2019 года банк поддерживает Российскую федерацию баскетбола.
С 2019 года банк поддерживает спортивные мероприятия и соревнования в Удмуртской Республике (ООО «Калашников спорт», Федерация биатлона Удмуртской Республики, Федерация лыжных гонок Удмуртии).
С 2020 года является официальным банком футбольного клуба ЦСКА.
В начале октября 2020 года ПСБ открыл первый в России центр уличного баскетбола по стандарту ФИБА. Всего ПСБ при поддержке РФБ до конца 2021 года построит в России семь центров уличного баскетбола международного класса.

### Финансовые показатели
Чистая прибыль Промсвязьбанка за 2021 год составила 26,9 млрд рублей, чистый процентный доход ПСБ в отчётном периоде вырос на 34 % год к году, до 91,7 млрд рублей. Процентные доходы составили 205,5 млрд рублей, увеличившись на 34 % в годовом выражении. Чистый комиссионный доход увеличился до 34,9 млрд рублей, прирост составил 58 %.

### Ренкинг Банка России
В апреле 2025 года Банк России составил первый ренкинг банков, лидирующих по удельному числу обоснованных жалоб заёмщиков в 2024 году. Ранжирование проводилось в трёх группах банков - с клиентской базой более 5 млн.кредитов, системно значимые банки и банки, не относящиеся к системно значимым. Среди системно значимых банков ПСБ занял второе место, показатель обоснованных жалоб составил 7,1 на 1 млн выданных кредитов.

## Санкции
В конце февраля 2022 года Промсвязьбанк был включён в санкционный список Великобритании из-за признания Россией подконтрольных ей ДНР и ЛНР. 24 февраля 2022 года включён в санкционный список США в связи с вторжением России на Украину — SDN, предусматривающий максимальные возможные ограничения и полную заморозку активов. В марте к санкциям присоединился и Сингапур. Банк также отключили от системы межбанковских платежей SWIFT.
23 февраля 2022 года банк был включён в санкционный список Евросоюза так как «банк находится под непосредственным руководством Президента Российской Федерации Владимира Путина и поэтому оказывает финансовую и материальную поддержку российским лицам, ответственным за дестабилизацию Восточной Украины и незаконную аннексию Крыма». Также отмечается что банк осуществляет свою деятельность на территории Крымского полуострова.
Также банк находится в санкционных списках Канады, Швейцарии, Австралии, Японии, Украины и Новой Зеландии.

## Рейтинги
- Рейтинговое агентство «Эксперт РА» в 2017 году повысило банку рейтинг кредитоспособности на уровне ruA со стабильным прогнозом, в том же году рейтинг был понижен до ruBBB-. В 2018 рейтинг был повышен до ruA-, в 2019 - до ruAA-, в 2020 - до ruAA, в 2021 - до ruAA+. Далее рейтинг ежегодно подтверждался (2022-2024)[65].
- Рейтинговое агентство АКРА в 2018 году присвоило «Промсвязьбанку» рейтинговую оценку AA-(RU) со стабильным прогнозом. В 2019 году рейтинг был повышен до AA(RU), в 2021 - до AA+(RU), в 2024 - до AAA(RU)[66].
- В октябре 2021 года агентство Standard & Poor's (S&P) подтвердило рейтинг ПСБ на уровне «ВВ», прогноз был улучшен до «позитивный»[67]. В 2022 году рейтинг был отозван в связи с прекращением работы агентства в России.

## Награды и достижения
ПСБ отмечен наградой «Лидер в онлайн-кредитовании МСБ» на III ежегодном форуме «FinSME-2019: экосистемы и цифровизация».
Платёжный сервис ПСБ признан лучшим в 2019 году.
Интернет-банк ПСБ вошёл в Топ-3 лучших российских интернет-банков по уровню цифрового офиса по версии консалтингового агентства Markswebb (Markswebb, 2019).
ПСБ вошёл в Топ-10 крупнейших российских банков по выдаче ипотечных кредитов (по версии Банки.ру, 2019).
25 августа 2022 года сервису Private Banking была присуждена национальная премия FinAWARD 2022 в номинации «Надёжный сервис для клиентов в условиях санкций».